# Philippe Paquet (journaliste, sinologue)
Pour les articles homonymes, voir Philippe Paquet et Paquet.
Œuvres principales
Madame Chiang Kai-shek. Un siècle d'histoire de la Chine
Simon Leys. Navigateur entre les mondes
Philippe Paquet, né le 3 septembre 1960 à Namur, est un journaliste, historien et sinologue belge. Au service international du quotidien La Libre Belgique à Bruxelles depuis octobre 1984, il couvre principalement la Chine et les États-Unis. Il a été président de la société des rédacteurs de La Libre Belgique de 1997 à 2007.
Il est l'auteur des biographies Madame Chiang Kai-shek : un siècle d'histoire de la Chine et Simon Leys. Navigateur entre les mondes récompensées toutes les deux de multiples prix littéraires.

## Biographie
Philippe Paquet est licencié en journalisme et communication sociale de l'université libre de Bruxelles (1978-1982) et titulaire d'une maîtrise en chinois de l'université des langues et des cultures de Pékin (北京语言大学) (1982-1984). Il est aussi docteur en histoire, histoire de l'art et archéologie de l'université catholique de Louvain (UCLouvain). Sa thèse était intitulée Madame Chiang Kai-shek (Soong Mei-ling). Constitution d'un mythe dans l'histoire de la Chine au XXe siècle, thèse pour laquelle il a été lauréat de la Fondation Spes en 2005 et a obtenu une bourse de la Lyndon Baines Johnson Foundation (université du Texas, Austin). Elle a été éditée chez Gallimard en novembre 2010. Philippe Paquet fut de nouveau lauréat de la Fondation Spes en 2013 pour sa biographie de Simon Leys, également publiée par Gallimard, en février 2016.
Philippe Paquet est chargé de cours à l'université libre de Bruxelles. Il est membre du Conseil de direction de l'Institut belge des hautes études chinoises (IBHEC). Il fonda en 1985 la revue Encres de Chine dont il fut le rédacteur en chef. Il a été, de 1989 à 1995, le correspondant, pour les pays communistes asiatiques, de la revue Est & Ouest fondée par Jean-François Revel et consacrée aux problèmes du monde communiste. En 2003-2004, il fut le rapporteur de la chaire Glaverbel de l'Institut d'études européennes de l'UCL consacrée aux relations entre l'Europe et l'Asie.

## Ouvrages
Philippe Paquet est l'auteur de plusieurs livres :
- Simon Leys. Navigateur entre les mondes, 2016, Gallimard, 670 p., 8 p. hors texte + 21 ill., sous couverture illustrée,  (ISBN 9782070149278), l'ouvrage est lauréat du Prix Fondation Martine Aublet[3] et d'un prix d'Académie de l'Académie française. Il a été sélectionné pour le Prix Goncourt de la biographie[4], le Prix Femina Essai[5] et le Prix François Mauriac. L'ouvrage a été couronné "Biographie de l'année 2016" par le magazine LIRE.
- Mao : et la Chine devint rouge, préface de Philippe Paquet qui a aussi supervisé la sélection des articles du Monde, Le Monde/Histoire, coll. « Ils ont changé le monde »', 2014[6].
- Madame Chiang Kai-shek : un siècle d'histoire de la Chine, préface de Simon Leys, 2010, 776 p. + 52 ill. hors-texte,  (ISBN 9782070129362), Éditions Gallimard, Paris
- L'ABC-daire du Tibet, 2010, 248 p.,  (ISBN 9782809701548), Éditions Philippe Picquier, Arles
- L'ABC-daire de la Chine, illustrations de Cabu, 2004, 195 p.,  (ISBN 9782877306911), Éditions Philippe Picquier, Arles[1].

## Prix et récompenses
- Prix de la Biographie (Histoire) de l'Académie française en 2011 pour Madame Chiang Kai-shek. Un siècle d'histoire de la Chine[7],
- Prix des Ambassadeurs en 2011 pour Madame Chiang Kai-shek. Un siècle d'histoire de la Chine
- Grand Prix de la Biographie politique en 2011 pour Madame Chiang Kai-shek. Un siècle d'histoire de la Chine [8],
- Grand Prix biennal de la Biographie du Cercle Gaulois en 2012 pour Madame Chiang Kai-shek. Un siècle d'histoire de la Chine [9],
- Prix de la Fondation culturelle franco-taïwanaise sous l'égide de l'Académie des sciences morales et politiques de l'Institut de France en 2012 pour Madame Chiang Kai-shek. Un siècle d'histoire de la Chine
- Prix de la Fondation Martine Aublet pour Simon Leys, navigateur entre les mondes[10].